# Helixanthera lepidophylla
Helixanthera lepidophylla är en tvåhjärtbladig växtart som beskrevs av Danser. Helixanthera lepidophylla ingår i släktet Helixanthera och familjen Loranthaceae. Inga underarter finns listade i Catalogue of Life.